# Autódromo Internacional Nelson Piquet
Autódromo Internacional Nelson Piquet, tidigare Autódromo de Jacarepaguá, är en racerbana i Baixada de Jacarepaguá i Rio de Janeiro i Brasilien. Banan uppkallades efter den trefaldige formel 1-världsmästaren Nelson Piquet 1987.
Brasiliens Grand Prix kördes sammanlagt tio säsonger här. 
Banan revs för anläggningar för de Olympiska sommarspelen 2016 i Rio de Janeiro.

## F1-vinnare
| Säsong | Förare           | Tillverkare    |
| ------ | ---------------- | -------------- |
| 1989   | Nigel Mansell    | Ferrari        |
| 1988   | Alain Prost      | McLaren-Honda  |
| 1987   | Alain Prost      | McLaren-TAG    |
| 1986   | Nelson Piquet    | Williams-Honda |
| 1985   | Alain Prost      | McLaren-TAG    |
| 1984   | Alain Prost      | McLaren-TAG    |
| 1983   | Nelson Piquet    | Brabham-BMW    |
| 1982   | Alain Prost      | Renault        |
| 1981   | Carlos Reutemann | Williams-Ford  |
| 1978   | Carlos Reutemann | Ferrari        |